# Avancis

AVANCIS GmbH & Co. KG — один з найбільших виробників сонячних батарей по CIS-технології (мідно-індієвий диселенід) в Німеччині. Компанія є спільним підприємством Shell Erneuerbare Energien GmbH (підрозділу концерну Royal Dutch Shell, що займається сонячною енергетикою) та Saint-Gobain Glass Deutschland GmbH, німецького відділення Saint-Gobain S.A.